# Stenotabanus incipens
Stenotabanus incipens är en tvåvingeart som först beskrevs av Walker 1860.  Stenotabanus incipens ingår i släktet Stenotabanus och familjen bromsar. Inga underarter finns listade i Catalogue of Life.